# مات بلومر
مات بلومر (بالإنجليزية: Matthew Bloomer)‏ (3 نوفمبر 1978 في المملكة المتحدة - ) هو لاعب كرة قدم بريطاني في مركز الدفاع. لعب مع غريمسبي تاون وكامبريدج يونايتد ونادي هاروجيت تاون وهال سيتي ولينكولن سيتي أف سي ونادي تلفورد يونايتد وCleethorpes Town F.C. ‏ ونادي بوسطن يونايتد.

## وصلات خارجية
- مات بلومر على موقع Soccerbase.com (لاعب) (الإنجليزية)